# SC Rot-Weiß Oberhausen-Rhld. 1904 2021-2022
Questa voce raccoglie le informazioni riguardanti il SC Rot-Weiß Oberhausen-Rhld. 1904 nelle competizioni ufficiali della stagione 2021-2022.

## Stagione
Nella stagione 2021-2022 il Rot Weiss Oberhausen, allenato da Mike Terranova, concluse il campionato di Regionalliga ovest al 4º posto.

## Rosa
| N. |                     | Ruolo | Calciatore        |
| -- | ------------------- | ----- | ----------------- |
| 1  | Germania (bandiera) | P     | Justin Heekeren   |
| 2  | Germania (bandiera) | D     | Joey Gabriel      |
| 3  | Germania (bandiera) | D     | Pierre Fassnacht  |
| 4  | Germania (bandiera) | C     | Jerome Propheter  |
| 5  | Germania (bandiera) | D     | Tim Stappmann     |
| 6  | Germania (bandiera) | D     | Fabian Holthaus   |
| 7  | Germania (bandiera) | A     | Anton Heinz       |
| 8  | Germania (bandiera) | C     | Jan-Lucas Dorow   |
| 9  | Germania (bandiera) | A     | Manuel Kabambi    |
| 10 | Togo (bandiera)     | A     | Shaibou Oubeyapwa |
| 11 | Germania (bandiera) | A     | Sven Kreyer       |
| 13 | Germania (bandiera) | C     | Nico Buckmaier    |

| N. |                        | Ruolo | Calciatore     |
| -- | ---------------------- | ----- | -------------- |
| 14 | Germania (bandiera)    | D     | Nico Klaß      |
| 15 | Germania (bandiera)    | A     | Maik Odenthal  |
| 16 | Stati Uniti (bandiera) | C     | Adam Lenges    |
| 18 | Turchia (bandiera)     | C     | Hüseyin Bulut  |
| 19 | Germania (bandiera)    | A     | Vincent Boesen |
| 20 | Kosovo (bandiera)      | C     | Rinor Rexha    |
| 22 | Germania (bandiera)    | D     | Kerem Yalcin   |
| 23 | Germania (bandiera)    | A     | Kilian Skolik  |
| 25 | Germania (bandiera)    | D     | Tanju Öztürk   |
| 27 | Mozambico (bandiera)   | D     | Jeffrey Obst   |
| 30 | Germania (bandiera)    | D     | Nils Winter    |
| 36 | Germania (bandiera)    | P     | Robin Benz     |

## Organigramma societario
Area tecnica
- Allenatore: Mike Terranova
- Allenatore in seconda: Dirk Langerbein
- Preparatore dei portieri: Nurullah Can, Kai Hanysek
- Preparatori atletici:
- Analisi video:

## Calciomercato

### Sessione estiva
| Acquisti | Acquisti        | Acquisti               | Acquisti |
| R.       | Nome            | da                     | Modalità |
| -------- | --------------- | ---------------------- | -------- |
| C        | Nico Buckmaier  | Rödinghausen           |          |
| A        | Vincent Boesen  | Elversberg             |          |
| C        | Jan-Lucas Dorow | Rot-Weiss Essen        |          |
| D        | Joey Gabriel    | RW Oberhausen U19      |          |
| A        | Anton Heinz     | Lippstadt 08           |          |
| D        | Fabian Holthaus | Viktoria Colonia       |          |
| D        | Nico Klaß       | Eintracht Braunschweig |          |

| Cessioni | Cessioni         | Cessioni                    | Cessioni |
| R.       | Nome             | a                           | Modalità |
| -------- | ---------------- | --------------------------- | -------- |
| C        | Furkan Cakmak    | FSV Duisburg                |          |
| C        | Jan Wellers      | Homberg                     |          |
| C        | Dominik Reinert  | TSV Meerbusch               |          |
| D        | Jan Bachmann     | SV Schermbeck               |          |
| D        | Leander Goralski | Bonner                      |          |
| A        | Barbaros Inan    | ASC 09 Dortmund             |          |
| C        | Semih Köse       | Bocholt                     |          |
| P        | Haakon Pomorin   | SpVgg Sterkrade-Nord        |          |
| C        | Ibish Sejdijaj   | FSV 08 Bietigheim-Bissingen |          |

### Sessione invernale
| Acquisti | Acquisti | Acquisti | Acquisti |
| R.       | Nome     | da       | Modalità |
| -------- | -------- | -------- | -------- |

| Cessioni | Cessioni    | Cessioni             | Cessioni |
| R.       | Nome        | a                    | Modalità |
| -------- | ----------- | -------------------- | -------- |
| C        | Tuğrul Erat | Alemannia Aquisgrana |          |

## Risultati

### Regionalliga ovest

#### Girone di andata
| Arbitro: | Marx |

|                                                                |           |  |
| Buckmaier 16’ Heinz 21’ Kreyer 23’, 41’ Odenthal 60’ Bulut 81’ | Marcatori |  |

| Arbitro: | Visse |

|            |           |  |
| Kaptan 22’ | Marcatori |  |

| Arbitro: | Wollenweber |

|            |           |  |
| Kreyer 78’ | Marcatori |  |

| Arbitro: | Weller |

|                  |           |                                        |
| Mause 84’ (rig.) | Marcatori | 45’ Kreyer 70’ Oubeyapwa 79’ Stappmann |

| Arbitro: | Marx |

|                                   |           |                        |
| Boesen 76’ Stappmann 88’ Klaß 90’ | Marcatori | 34’ Müsel 74’ Beckhoff |

| Arbitro: | Arlt |

|               |           |                        |
| Andzouana 25’ | Marcatori | 45’ Odenthal 90’ Heinz |

| Oberhausen 15 settembre 2021, ore 19:30 CEST 7ª giornata | RW Oberhausen | 0 – 0 referto | Wegberg-Beeck | Niederrheinstadion (1 741 spett.)\| Arbitro: \| Benkhoff \| |
| Arbitro:                                                 | Benkhoff      |               |               |                                                             |

| Arbitro: | Koj |

|                        |           |            |
| Heinz 38’ Odenthal 72’ | Marcatori | 86’ Salman |

| Arbitro: | Exner |

|                                       |           |  |
| Kreyer 33’, 49’ (rig.), 54’ Heinz 59’ | Marcatori |  |

| Arbitro: | Domnick |

|            |           |            |
| Kefkir 13’ | Marcatori | 75’ Kreyer |

| Oberhausen 9 ottobre 2021, ore 14:00 CEST 11ª giornata | RW Oberhausen | 0 – 0 referto | Straelen | Niederrheinstadion (2 300 spett.)\| Arbitro: \| Marx \| |
| Arbitro:                                               | Marx          |               |          |                                                         |

| Arbitro: | Dardenne |

|           |           |              |
| Šarić 50’ | Marcatori | 79’ Odenthal |

| Arbitro: | Schuh |

|  |           |                          |
|  | Marcatori | 38’ Imbongo 54’ Ubabuike |

| Arbitro: | Damar |

|                |           |                        |
| Iyoha 14’, 63’ | Marcatori | 60’ Dorow 90’ Heekeren |

| Arbitro: | Jäger |

|                          |           |            |
| Heinz 62’ Dorow 69’, 75’ | Marcatori | 9’ Wellers |

| Arbitro: | Visse |

|                            |           |           |
| Wegkamp 3’, 13’ Deters 46’ | Marcatori | 24’ Heinz |

| Arbitro: | Schäfer |

|                                        |           |  |
| Boesen 1’, 62’ Buckmaier 37’ Dorow 76’ | Marcatori |  |

| Arbitro: | Damar |

|             |           |                                |
| Henneke 28’ | Marcatori | 38’ Heinz 44’ (aut.) Steringer |

| Arbitro: | Dardenne |

|                           |           |           |
| Heinz 35’ Winter 60’, 66’ | Marcatori | 74’ Güler |

#### Girone di ritorno
| Arbitro: | Besong |

|                       |           |                                                        |
| Jensen 12’ Terada 75’ | Marcatori | 23’ Boesen 51’ Obst 57’ Oubeyapwa 60’ Heinz 62’ Winter |

| Arbitro: | Weller |

|               |           |                        |
| Oubeyapwa 24’ | Marcatori | 20’ Demming 72’ Harouz |

| Arbitro: | Ernst |

|             |           |  |
| Henning 89’ | Marcatori |  |

| Arbitro: | Visse |

|                            |           |                |
| Klaß 19’ Kreyer 67’ (rig.) | Marcatori | 90’ Korzuschek |

| Arbitro: | Holz |

|  |           |                                     |
|  | Marcatori | 52’ Propheter 83’ Kabambi 90’ Heinz |

| Arbitro: | Schäfer |

|               |           |  |
| Oubeyapwa 73’ | Marcatori |  |

| Arbitro: | Benkhoff |

|               |           |                           |
| Kleefisch 90’ | Marcatori | 25’, 41’ Kreyer 67’ Heinz |

| Arbitro: | Damar |

|  |           |              |
|  | Marcatori | 41’ Holthaus |

| Ahlen 5 marzo 2022, ore 14:00 CET 28ª giornata | LR Ahlen | 0 – 0 referto | RW Oberhausen | Wersestadion (677 spett.)\| Arbitro: \| Erk \| |
| Arbitro:                                       | Erk      |               |               |                                                |

| Arbitro: | Bramkamp |

|               |           |               |
| Fassnacht 40’ | Marcatori | 54’ Engelmann |

| Arbitro: | Tietze |

|            |           |                      |
| Baraza 44’ | Marcatori | 33’ Winter 52’ Dorow |

| Arbitro: | Damar |

|            |           |            |
| Kreyer 65’ | Marcatori | 57’ Montag |

| Arbitro: | Severins |

|             |           |            |
| Marquet 83’ | Marcatori | 33’ Kreyer |

| Arbitro: | Habibi |

|                       |           |           |
| Boesen 70’ Kreyer 76’ | Marcatori | 5’ Siadas |

| Arbitro: | Mynarek |

|  |           |           |
|  | Marcatori | 57’ Heinz |

| Arbitro: | Gansloweit |

|  |           |                                               |
|  | Marcatori | 20’ Schwadorf 75’ (rig.) Teklab 80’ Bindemann |

| Arbitro: | Jäger |

|  |           |            |
|  | Marcatori | 14’ Boesen |

| Arbitro: | Dardenne |

|  |           |           |
|  | Marcatori | 90’ Altun |

| Arbitro: | Koj |

|          |           |                                                                   |
| Güler 6’ | Marcatori | 42’ Stappmann 44’ Heinz 49’ Propheter 62’ Buckmaier 65’ Fassnacht |

## Statistiche

### Statistiche di squadra
| Competizione | Punti | In casa | In casa | In casa | In casa | In casa | In casa | In trasferta | In trasferta | In trasferta | In trasferta | In trasferta | In trasferta | Totale | Totale | Totale | Totale | Totale | Totale | DR  |
| Competizione | Punti | G       | V       | N       | P       | Gf      | Gs      | G            | V            | N            | P            | Gf           | Gs           | G      | V      | N      | P      | Gf     | Gs     | DR  |
| ------------ | ----- | ------- | ------- | ------- | ------- | ------- | ------- | ------------ | ------------ | ------------ | ------------ | ------------ | ------------ | ------ | ------ | ------ | ------ | ------ | ------ | --- |
| Regionalliga | 75    | 19      | 11      | 4       | 4       | 34      | 17      | 19           | 11           | 5            | 3            | 34           | 18           | 38     | 22     | 9      | 7      | 68     | 35     | +33 |
| Totale       | 75    | 19      | 11      | 4       | 4       | 34      | 17      | 19           | 11           | 5            | 3            | 34           | 18           | 38     | 22     | 9      | 7      | 68     | 35     | +33 |

### Andamento in campionato
| Giornata  | 1 | 2 | 3 | 4 | 5 | 6 | 7 | 8 | 9 | 10 | 11 | 12 | 13 | 14 | 15 | 16 | 17 | 18 | 19 | 20 | 21 | 22 | 23 | 24 | 25 | 26 | 27 | 28 | 29 | 30 | 31 | 32 | 33 | 34 | 35 | 36 | 37 | 38 |
| --------- | - | - | - | - | - | - | - | - | - | -- | -- | -- | -- | -- | -- | -- | -- | -- | -- | -- | -- | -- | -- | -- | -- | -- | -- | -- | -- | -- | -- | -- | -- | -- | -- | -- | -- | -- |
| Luogo     | C | T | C | T | C | T | C | C | C | T  | C  | T  | C  | T  | C  | T  | C  | T  | C  | T  | C  | T  | C  | T  | C  | T  | T  | T  | C  | T  | C  | T  | C  | T  | C  | T  | C  | T  |
| Risultato | V | P | V | V | V | V | N | V | V | N  | N  | N  | P  | N  | V  | P  | V  | V  | V  | V  | P  | P  | V  | V  | V  | V  | V  | N  | N  | V  | N  | N  | V  | V  | P  | V  | P  | V  |
| Posizione | 1 | 7 | 5 | 4 | 2 | 1 | 1 | 1 | 1 | 1  | 2  | 2  | 5  | 5  | 5  | 5  | 5  | 5  | 5  | 5  | 5  | 5  | 5  | 5  | 4  | 4  | 4  | 4  | 4  | 3  | 4  | 5  | 4  | 4  | 4  | 4  | 4  | 4  |

Legenda:

Luogo: C = Casa; T = Trasferta. Risultato: V = Vittoria; N = Pareggio; P = Sconfitta.

### Statistiche dei giocatori
| R. Benz      | 1  | 0  | 0 | 0 |
| V. Boesen    | 33 | 6  | 2 | 0 |
| N. Buckmaier | 26 | 3  | 1 | 0 |
| H. Bulut     | 22 | 1  | 3 | 0 |
| J. Dorow     | 24 | 5  | 3 | 0 |
| T. Erat      | 1  | 0  | 1 | 0 |
| P. Fassnacht | 29 | 2  | 5 | 1 |
| J. Gabriel   | 2  | 0  | 0 | 0 |
| J. Heekeren  | 37 | 1  | 4 | 0 |
| A. Heinz     | 37 | 13 | 1 | 0 |
| F. Holthaus  | 32 | 1  | 3 | 0 |
| M. Kabambi   | 14 | 1  | 1 | 0 |
| N. Klaß      | 33 | 2  | 2 | 0 |
| S. Kreyer    | 38 | 14 | 1 | 0 |
| A. Lenges    | 15 | 0  | 0 | 0 |
| J. Obst      | 19 | 1  | 3 | 0 |
| M. Odenthal  | 16 | 4  | 1 | 0 |
| S. Oubeyapwa | 38 | 4  | 4 | 0 |
| J. Propheter | 36 | 2  | 9 | 0 |
| R. Rexha     | 15 | 0  | 1 | 0 |
| K. Skolik    | 3  | 0  | 0 | 0 |
| T. Stappmann | 29 | 3  | 6 | 0 |
| N. Winter    | 30 | 4  | 2 | 0 |
| K. Yalcin    | 0  | 0  | 0 | 0 |
| T. Öztürk    | 33 | 0  | 8 | 0 |